# Пеструшка филира
Пеструшка филира (лат. Neptis philyra) — дневная бабочка из семейства нимфалид.

## Описание
Длина переднего крыла: самцов 25—33 мм, самок 28—34 мм. Размах крыльев 49—63 мм. Фоновый цвет крыльев чёрно-бурый. Крупные вытянутые белые пятна на переднем крыле не образуют собой единую поперечную перевязь. Центральную ячейку пересекает тонкий белый лучик, слегка расширяющийся у вершины крыла. На заднем крыле проходят две яркие белые перевязи: внешняя, разделенная на пятна темными жилками, и внутренняя, более широкая и почти сплошная. Фон нижней стороны крыльев рыжий. Белый рисунок более обширный. На заднем крыле внутренняя перевязь изогнутая и расширена у переднего края крыла. Половой диморфизм не выражен — самка по окраске и рисунку не отличается от самца, но крупнее его, с более широкими крыльями.

## Ареал
Дальний Восток России , Китай, Тайвань, Япония, Корейский полуостров.

## Биология
Развивается за год в одном поколении. Время лёта с середины июня по начало августа. Встречаются преимущественно в широколиственных и смешанных лесах. Гусеница питается на клёне и грабе.